# Behringhausen
Behringhausen ist ein Stadtteil von Castrop-Rauxel im Kreis Recklinghausen in Nordrhein-Westfalen.

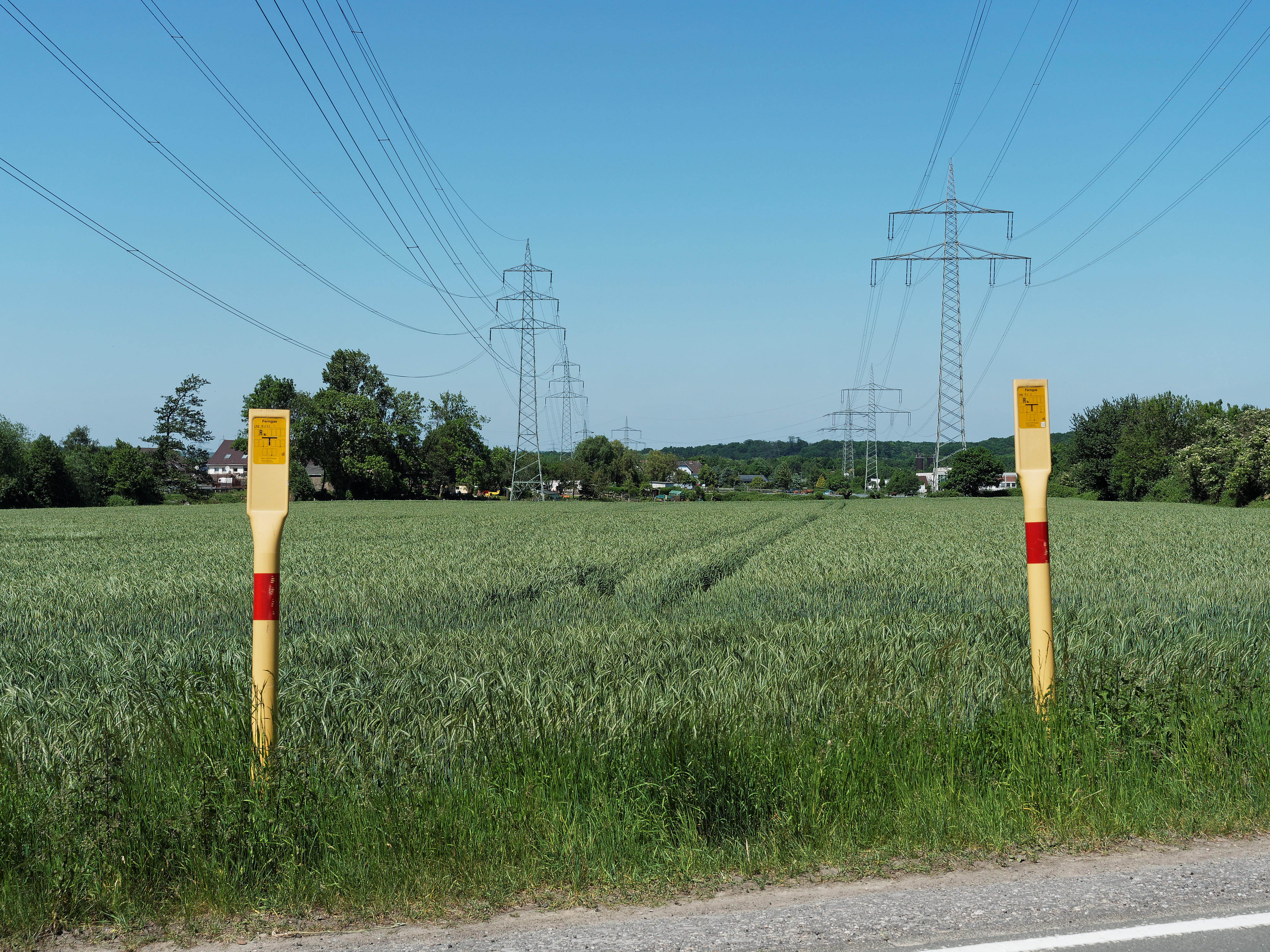
Landschaftsschutzgebiet Behringhausen

## Geographie
Behringhausen liegt am westlichen Stadtrand von Castrop-Rauxel. Im Norden und Osten wird der Stadtteil von der Bahnstrecke Duisburg–Dortmund umschlossen und im Westen grenzt er an den Herner Stadtteil Holthausen. Im Süden reicht Behringhausen bis zum Gelände der ehemaligen Zeche Erin. Der Landwehrbach durchfließt Behringhausen in Süd-Nord-Richtung. Das westlich von ihm gelegene Gebiet wird überwiegend landwirtschaftlich genutzt und ist als Landschaftsschutzgebiet ausgewiesen. In der Mitte des Stadtteils liegt ein größeres Gewerbegebiet und im Osten beiderseits der Bladenhorster Straße ein geschlossenes Wohngebiet.

## Geschichte
Behringhausen ist eine alte westfälische Bauerschaft und gehörte historisch zur Grafschaft Mark. Seit dem 19. Jahrhundert bildete Behringhausen eine Landgemeinde im Landkreis Dortmund in der preußischen Provinz Westfalen. Die Gemeinde gehörte zum Amt Castrop und wurde am 1. April 1902 in die Stadt Castrop eingemeindet. Castrop wiederum ging 1926 in der neuen Stadt Castrop-Rauxel auf.

## Einwohnerentwicklung
| Jahr | Einwohner | Quelle |
| ---- | --------- | ------ |
| 1818 | 104       | [ 2 ]  |
| 1846 | 102       | [ 2 ]  |
| 1858 | 117       | [ 2 ]  |
| 1871 | 189       | [ 3 ]  |
| 1885 | 204       | [ 4 ]  |
| 1895 | 476       | [ 5 ]  |
| 2018 | 1756      | [ 6 ]  |